# Leandro Montera da Silva
Leandro Montera da Silva, född 12 februari 1985, är en brasiliansk fotbollsspelare.
Han vann skytteligan i J1 League 2016 med 19 gjorda mål på 31 matcher.